# Nikolaï Radine
 (janvier 2024).
Si vous disposez d'ouvrages ou d'articles de référence ou si vous connaissez des sites web de qualité traitant du thème abordé ici, merci de compléter l'article en donnant les références utiles à sa vérifiabilité et en les liant à la section « Notes et références ».
Nikolaï Marioussovitch Radine (en russe : Николай Мариусович Радин), de son vrai nom Kazankov (Казанков), est un acteur russe puis soviétique né le 15 décembre 1872 à Saint-Pétersbourg et mort le 24 août 1935 à Moscou. Il est le petit-fils du chorégraphe Marius Petipa.
Il a eu pour première épouse l'actrice Nathalie Lissenko (elle est devenue la femme et la partenaire d'Ivan Mosjoukine) et pour deuxième épouse l'actrice Elena Chatrova.

## Filmographie
- 1915 : Andreï Toboltsev d'Andrei Andreev
- 1915 : Léon Drey d'Evgueni Bauer
- 1915 : Les Plébéiens de Yakov Protazanov : Jean
- 1917 : Le Roi de Paris d'Evgueni Bauer : Rascol Venkov
- 1917 : Nabat[1] d'Evgueni Bauer
- 1917 : Teni liubvi d'Alexandre Gromov
- 1917 : Za schastem d'Evgueni Bauer : Dmitry, avocat
- 1918 : Mechta i jizn d'Alexandre Ouralski : Valerij Radomski
- 1926 : Le Traître d'Abram Room
- 1932 : La Maison morte de Vassili Fiodorov : Doubelt
- 1934 : Les Marionnettes de Yakov Protazanov : l'archevêque